# Емблема Махараштри
Емблема Махараштри — офіційна печатка уряду індійського штату Махараштра.

## Дизайн
Емблема являє собою круглу печатку із зображенням лампи Дія Самаї в оточенні 16 квітів лотоса. Між самайською лампою та квітами лотоса — девіз на санскриті, प्रतिपच्चंद्रलेखेव वर्धिष्णुर्वि श्व वंदिता महाराष्ट्रस्य राज्यस्य मुद्रा भद् राय राजते, (Pratipaccandralēkhēva vardhiṣṇurviśva vanditā mahārāṣṭrasya rājyasya mudrā bhadrāya rājatē), що перекладається як «Слава цієї печатки уряду штату Махараштра зростатиме як місяць першого дня. Їй поклонятиметься світ і сяятиме лише для благополуччя своїх людей». Девіз заснований на девізі, знайденому на «Раджмудрі» (королівській печатці), яку використовував маратхський король XVII століття Чхатрапаті Шіваджі, єдина відмінність полягає в тому, що ім'я монарха замінено назвою держави.

## Історичні емблеми

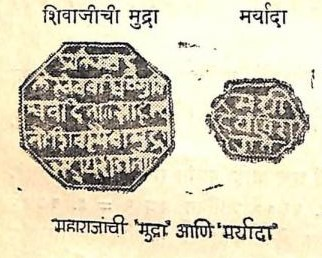
Королівські печатки («Раджмудра»), які використовували Чхатрапаті Шіваджі та Маратхська імперія
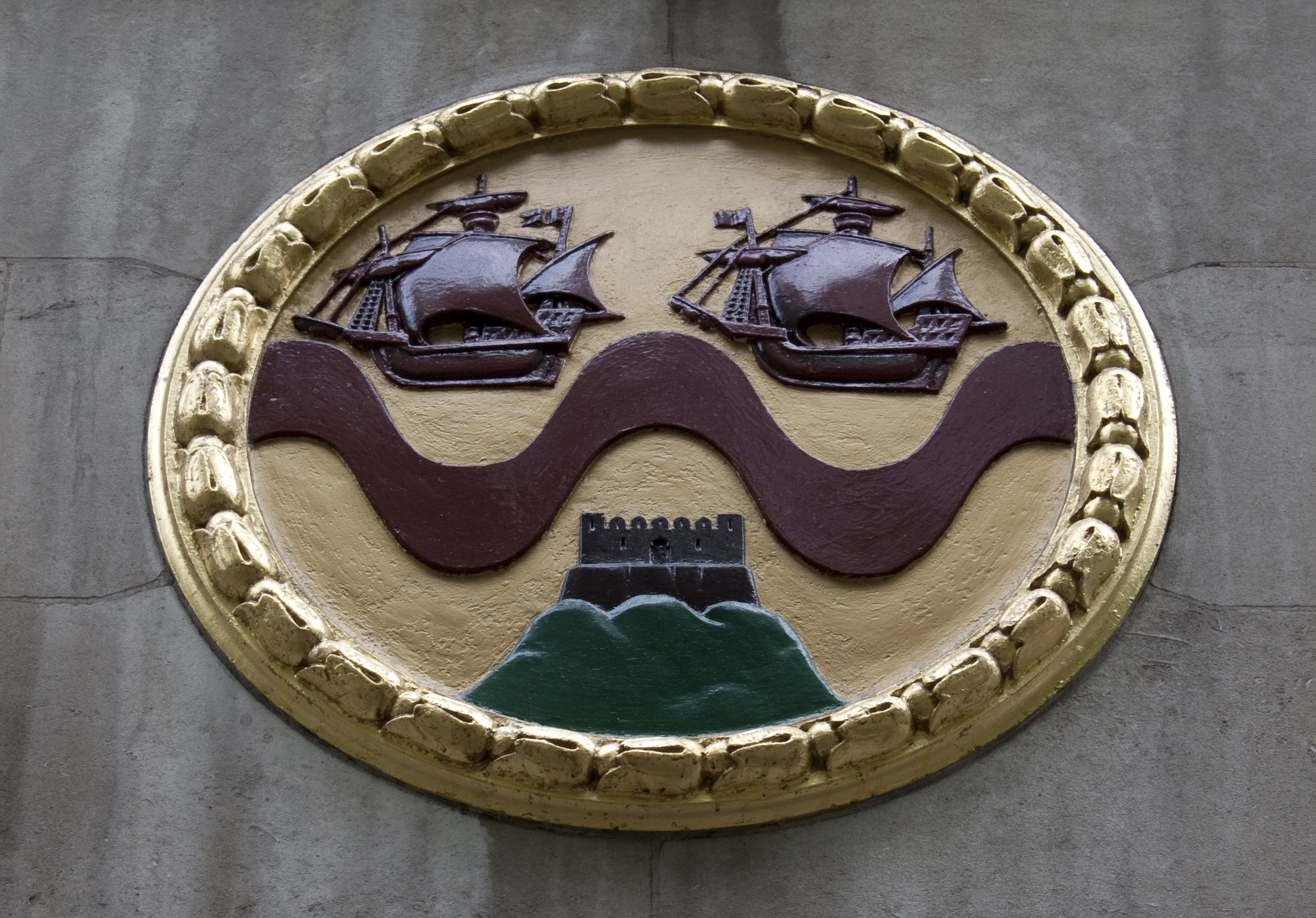
Емблема Бомбейського президентства під час британського правління
Емблема колишнього штату Бомбей

### Колишні княжі держави в Махараштрі

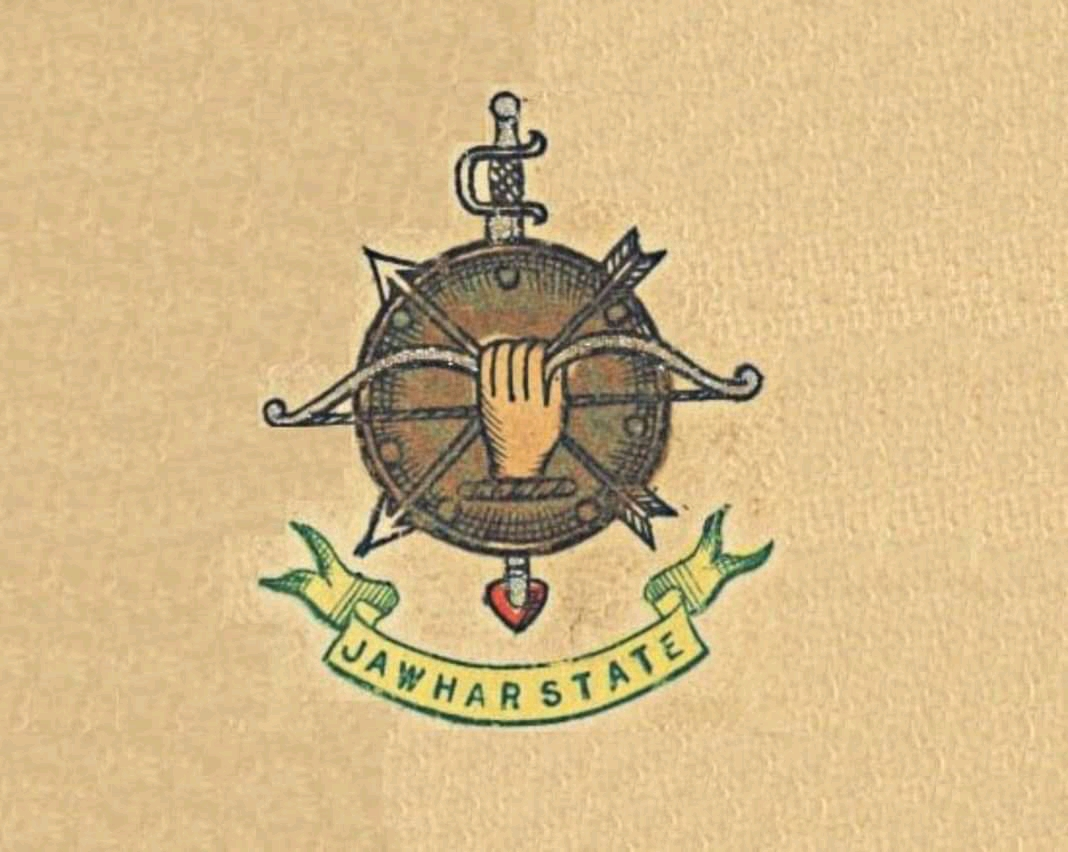
Джаухар
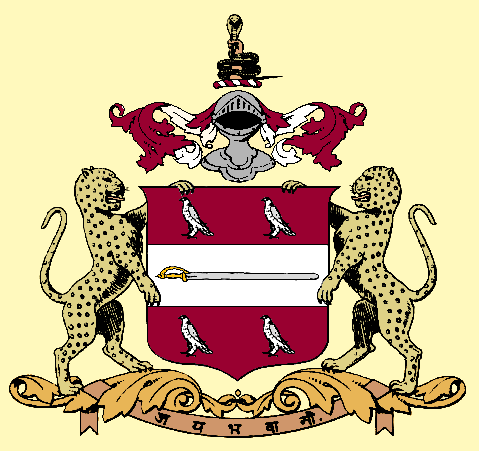
Колхапурське князівство
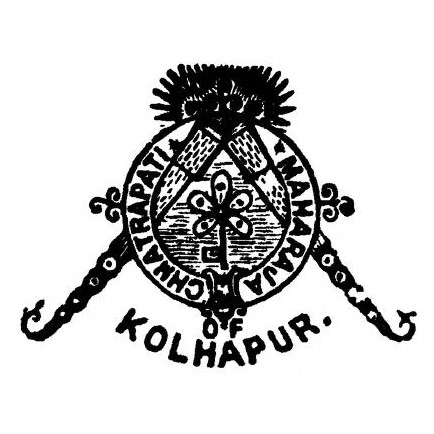
Колхапур (1931-1946)
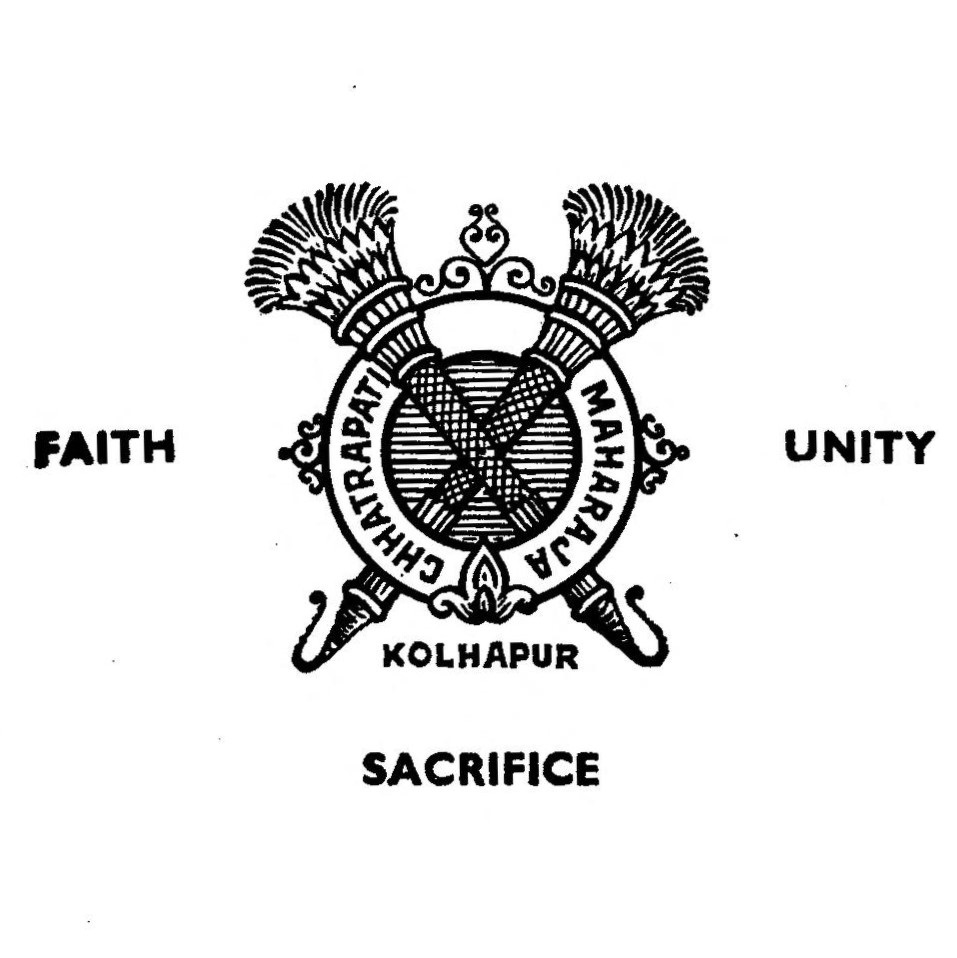
Колхапур (1946-1949)
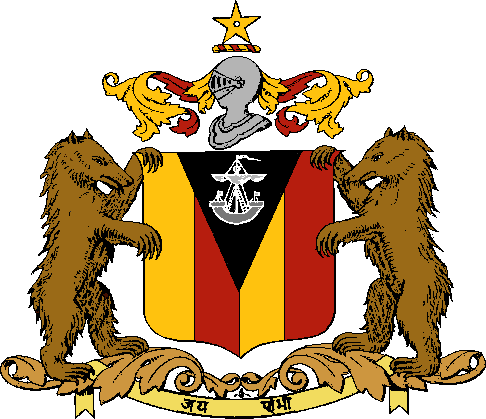
Савантваді
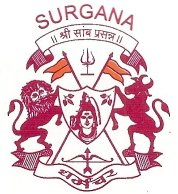
Сурґана

## Прапор уряду штату
Уряд Махараштри може бути представлений прапором із зображенням емблеми штату на білому полі.